# Metkāzīn
Metkāzīn (persiska: مَتكازين, Metkāzamīn, متکازمین, متكازين) är en ort i Iran.   Den ligger i provinsen Mazandaran, i den norra delen av landet, 230 km öster om huvudstaden Teheran. Metkāzīn ligger 1 193 meter över havet och antalet invånare är 399.
Terrängen runt Metkāzīn är kuperad. Runt Metkāzīn är det ganska tätbefolkat, med 72 invånare per kvadratkilometer. Närmaste större samhälle är Nez̧ām Maḩalleh, 17,1 km norr om Metkāzīn. Trakten runt Metkāzīn består till största delen av jordbruksmark.